# Paris–Rouen 1869

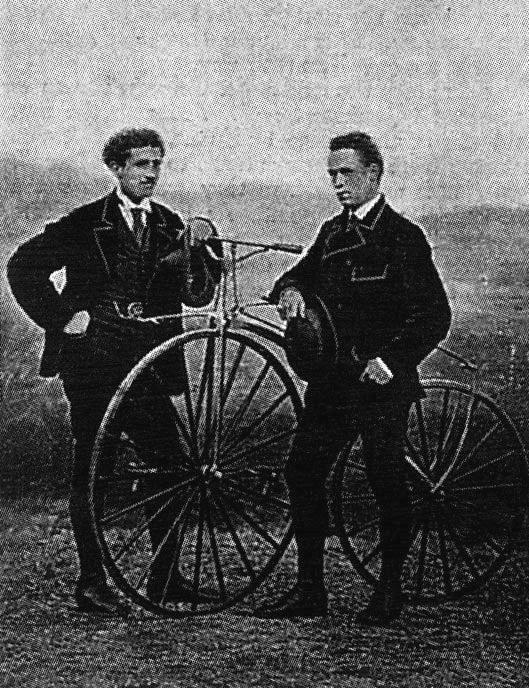
Der Sieger James Moore (r.) und der Zweite Jean-Eugène-André Castera nach dem Rennen

Paris–Rouen 1869 war das erste Rennen zwischen zwei Städten in der Geschichte des Radsports und gilt deshalb als Geburtsstunde des Straßenradsports. Es fand am 7. November 1869 statt und ging über 123 Kilometer.

## Das Rennen
Das Rennen wurde von der 14-täglich erscheinenden Zeitschrift Le Vélocipède Illustré und den Gebrüdern Olivier, den Miteigentümern des Zweiradproduzenten Michaux Werke und Kompagnons von Pierre Michaux, organisiert, angeregt durch den Publikumserfolg der ersten Bahnrennen seit 1868. Als erster Preis waren 1000 Goldfrancs sowie ein Fahrrad ausgelobt. Die Regeln des Rennens lauteten unter anderem, dass die Fahrer sich nicht von einem Hund ziehen lassen und keine Segel an den Rädern befestigen durften.
Es starteten 120 Rennfahrer, darunter zwei (nach Gronen, Lemke fünf) Frauen. Gefahren wurde auf Michaulinen wie auf Drei- und Vierrädern. 34 Sportler beendeten das Rennen innerhalb von 24 Stunden. Sieger wurde mit 15 Minuten Vorsprung der Engländer James Moore, der schon das erste bekannte Bahnrennen im Jahr zuvor gewonnen hatte. Platz zwei belegte der Franzose Jean-Eugène-André Castera, den dritten Platz sein Landsmann M. (oder Jean) Bobillier. Eine der beiden Frauen konnte sich platzieren: Sie fuhr unter dem Pseudonym Miss América – vermutlich eine Engländerin namens Mrs. Turner – und belegte Rang 29 mit 12 Stunden und zehn Minuten Rückstand auf Moore. Nach Jean-Paul Ollivier handelte es sich um die in die USA ausgewanderte Französin Laurence Petitjean. Nach zeitgenössischen Berichten galt sie seit zwei Jahren als ungeschlagene Radrennfahrerin. Mit rund neun Stunden Rückstand kam der erste Dreiradfahrer, der Franzose Tissier, ins Ziel.
Nach dem Rennen verzeichnete Le Vélocipède Illustré eine große Auflagensteigerung, die Fahrradhersteller konnten für ihre Produkte werben und der „Gewinner verdiente einen Betrag, für den ein Lehrer in dieser Zeit ein ganzes Jahr hätte arbeiten müssen. So war Paris–Rouen die erste Gelegenheit, bei der sich jene perfekte Symbiose von Medien, Kommerz und Rennfahrern abzeichnete, die noch stets das Fundament des Radsports bildet“.
Nach der ersten Austragung brach der Deutsch-Französische Krieg aus, und zudem wurden Radrennen zunächst vornehmlich auf Radrennbahnen ausgelagert. Aus diesen Gründen dauerte es 26 Jahre bis zur zweiten Austragung im Jahre 1895. Mit Unterbrechungen wurde das Rennen Paris–Rouen bis 2009 ausgetragen, seit dem Ersten Weltkrieg jedoch als Wettbewerb für Amateure.
1894 wurde das erste Autorennen Paris–Rouen ausgetragen.

## Ergebnisse
Streckenlänge: 123 Kilometer
| [ 10 ] | Fahrer(in)                          | Zeit                 |
| ------ | ----------------------------------- | -------------------- |
| 1      | James Moore                         | 10 h 45' (11,4 km/h) |
| 2      | Jean-Eugène-André Castéra           | + 15'                |
| 3      | Jean Bobillier                      | gl. Zeit             |
| 4      | Henri Pascaud                       | + 1 h 15'            |
| 5      | Félix-Gaston Biot                   | + 1 h 39'            |
| 6      | Georges Cantellauve                 | + 2 h 54'            |
| 7      | Edouard-Charles Bon                 | + 3 h 40'            |
| 8      | John Thomas Johnson                 | + 3 h 50'            |
| 9      | Hinton Shand                        | + 4 h 33'            |
| 10     | Eugène Meyer                        | + 4 h 43'            |
| 11     | Louis Tribout                       | + 4 h 45'            |
| 12     | A. E. Guillot                       | + 5 h 07'            |
| 13     | François Steckel                    | + 5 h 11'            |
| 14     | Rémy Lamon                          | + 6 h 44'            |
| 15     | Servoz                              | + 6 h 50'            |
| 16     | Henri „R. R. – Raoul Richard“ Pagis | + 7 h 10'            |
| 17     | Delage                              | + 7 h 20'            |
| 18     | Gustave Aubrecht                    | + 7 h 25'            |
| 19     | Victor Leroy d’Étiolles             | + 7 h 30'            |
| 20     | Venant                              | + 7 h 35'            |
| 21     | Prosper Wolf                        | + 7 h 45'            |
| 22     | Daubel                              | + 7 h 48'            |
| 23     | Rocan                               | + 7 h 53'            |
| 24     | Duval                               | gl. Zeit             |
| 25     | J. Château                          | + 8 h 20'            |
| 26     | M. Tissier                          | + 9 h 20'            |
| 27     | Ludovic Constanceau                 | + 10 h 30'           |
| 28     | James Pedro Trémeau                 | + 11 h 50'           |
| 29     | Elisabeth Sarti (Miss América)      | + 12 h 10'           |
| 30     | Rowley Benbow Turner                | gl. Zeit             |
| 31     | Emile Taboureau                     | gl. Zeit             |
| 32     | H. „Bolide“ Châtelain               | + 12 h 35'           |
| 33     | Eugène Fortin                       | + 14 h 20'           |
| 34     | Prosper Martin                      | gl. Zeit             |